# Cheirodon kiliani
Cheirodon kiliani é uma espécie de peixe da família Characidae.
É endémica do Chile.